# Adolphe Lechaptois
Adolphe Lechaptois (Cuillé, 6 giugno 1852 – Karema, 30 novembre 1917) è stato un missionario e vescovo cattolico francese.

## Biografia
Entrò nella società dei Missionari d'Africa nel 1872, compì gli studi ecclesiastici al seminario di Algeri e fu ordinato prete da Charles-Martial-Allemand Lavigerie il 6 ottobre 1878.
Fu maestro dei novizi alla Maison Carrée, assistente generale della sua congregazione e superiore regionale di Cabilia. Nel 1888 fu assegnato alle missioni nell'Africa equatoriale, nel vicariato apostolico di Nyassa.
Il 19 giugno 1881 fu eletto vescovo titolare di Utica e vicario apostolico del Tanganica.
Nel 1908 fondò una congregazione indigena, la Società di San Pietro Claver, che nel 1911 prese il nome di Suore di Santa Maria, Regina dell'Africa.

## Genealogia episcopale e successione apostolica
La genealogia episcopale è:
- Cardinale Scipione Rebiba
- Cardinale Giulio Antonio Santori
- Cardinale Girolamo Bernerio, O.P.
- Arcivescovo Galeazzo Sanvitale
- Cardinale Ludovico Ludovisi
- Cardinale Luigi Caetani
- Cardinale Ulderico Carpegna
- Cardinale Paluzzo Paluzzi Altieri degli Albertoni
- Papa Benedetto XIII
- Papa Benedetto XIV
- Papa Clemente XIII
- Cardinale Giovanni Francesco Albani
- Cardinale Carlo Rezzonico
- Cardinale Antonio Dugnani
- Arcivescovo Jean -Charles de Councy
- Arcivescovo Jean-Joseph-Marie-Victoire de Caos
- Cardinale Clément Villecourt
- Cardinale Charles-Martial-Allemand Lavigerie
- Arcivescovo Prosper Auguste Dusserre
- Vescovo Adolphe Lechaptois, M.Afr.

La successione apostolica è:
- Vescovo Joseph-Marie-Stanislas Dupont, M.Afr. (1897)